# Acraea punctellata
Acraea punctellata är en fjärilsart som beskrevs av Eltringham 1912. Acraea punctellata ingår i släktet Acraea och familjen praktfjärilar. Inga underarter finns listade i Catalogue of Life.